# Tiszaistvánfalva
Tiszaistvánfalva vagy Járek (szerbül Бачки Јарак / Bački Jarak, németül Jarmosch) egykori német település Szerbiában, a Vajdaságban, a Dél-bácskai körzetben, Temerin községben. A második világháború után a németeket ugyanúgy kiűzték innen is, mint a többi vajdasági településről. A járeki német lakosság evangélikus vallású volt. Az evangélikus templomot a partizánok romba döntötték, s ma áruház áll a helyén.

## Története
A szerb katonai közigazgatás (úgynevezett partizánok) a faluban 1944. végétől a német és magyar lakosság részére gyűjtőtábort rendezett be, s ide deportálták a Sajkásvidék etnikai tisztogatását túlélő magyarokat is, bár a tábor rabjai leginkább németajkúak voltak (dr. Mészáros Sándor Holttá nyilvánítva c. könyve alapján). A Jugoszlávia Nemzeti Felszabadító Bizottságának adatai szerint a járeki táborban 3632 magyar sínylődött. A halottak száma, különösen a gyermekek és az öregek esetében rendkívül magas volt. Teleki Júlia kutatásai során 135 sajkásvidéki magyar áldozatot azonosított név szerint, akik ebben a táborban haltak meg. A tábor több éven át működött.
1945-ig a falut szinte csak németek lakták, de a háború után kitelepítették őket, s helyükre szerbeket telepítettek főként Bosznia-Hercegovinából.
Ma tiszta szerb lakossága van, amely az utóbbi évtizedekben rohamosan növekszik. A településnek városi jellegű település (gradsko naselje) rangja van.

## Népesség

### Demográfiai változások
| 1948 | 1953 | 1961 | 1971 | 1981 | 1991 | 2002 |
| ---- | ---- | ---- | ---- | ---- | ---- | ---- |
| 2438 | 2544 | 3362 | 3858 | 5396 | 5426 | 6049 |

## Látnivalók

### Polgárházak
Járek valaha gyönyörű falu volt, neobarokk vagy neogótikus stílusban épült német polgárházai szinte kisvárosi rangot adtak neki. Ezekből a polgárházakból nagyon sok jelenleg is áll, de sokat már ledöntöttek, vagy eltávolították a kapuk feletti névtáblákat.

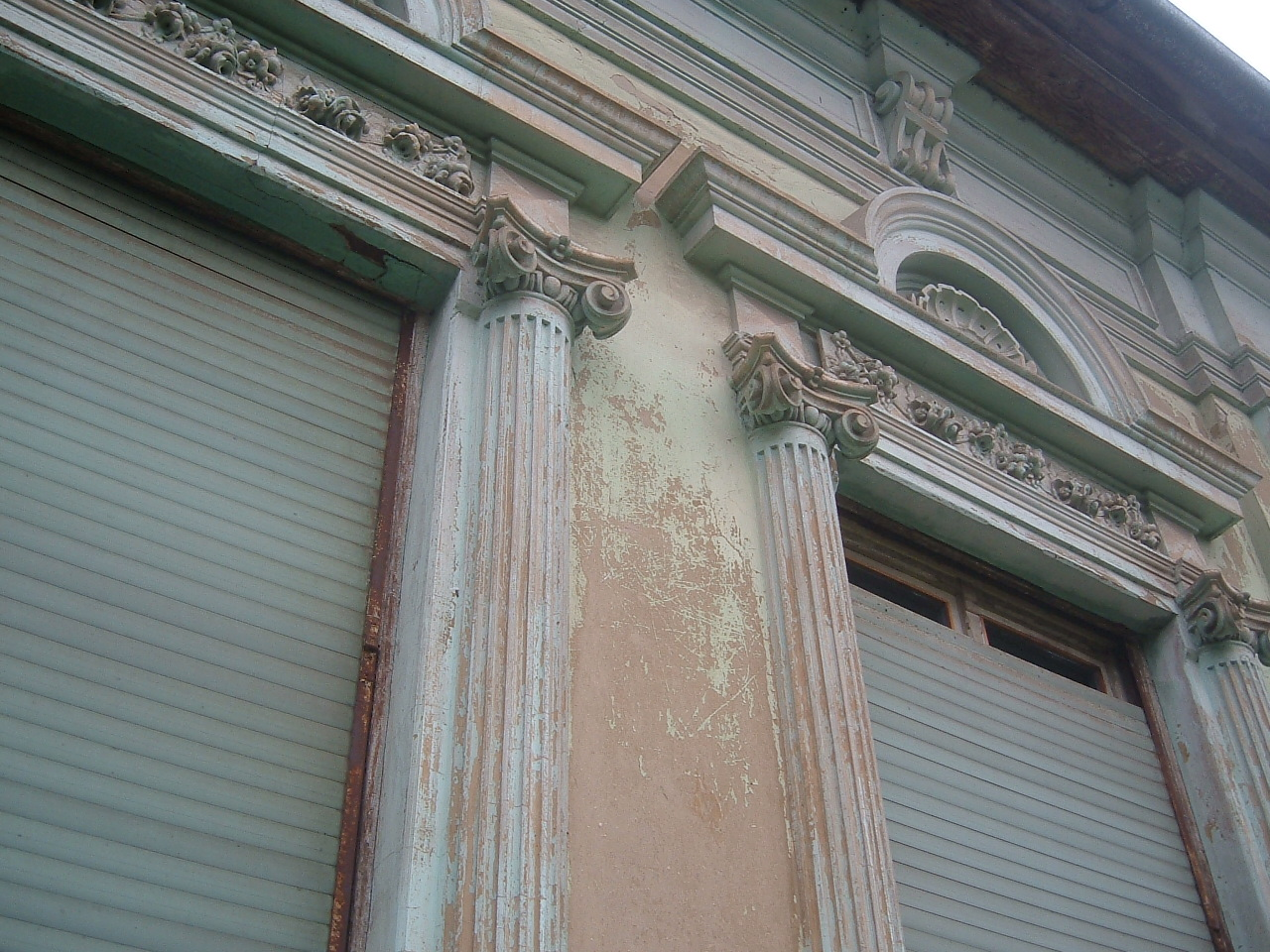
Johann Wallrabenstein háza
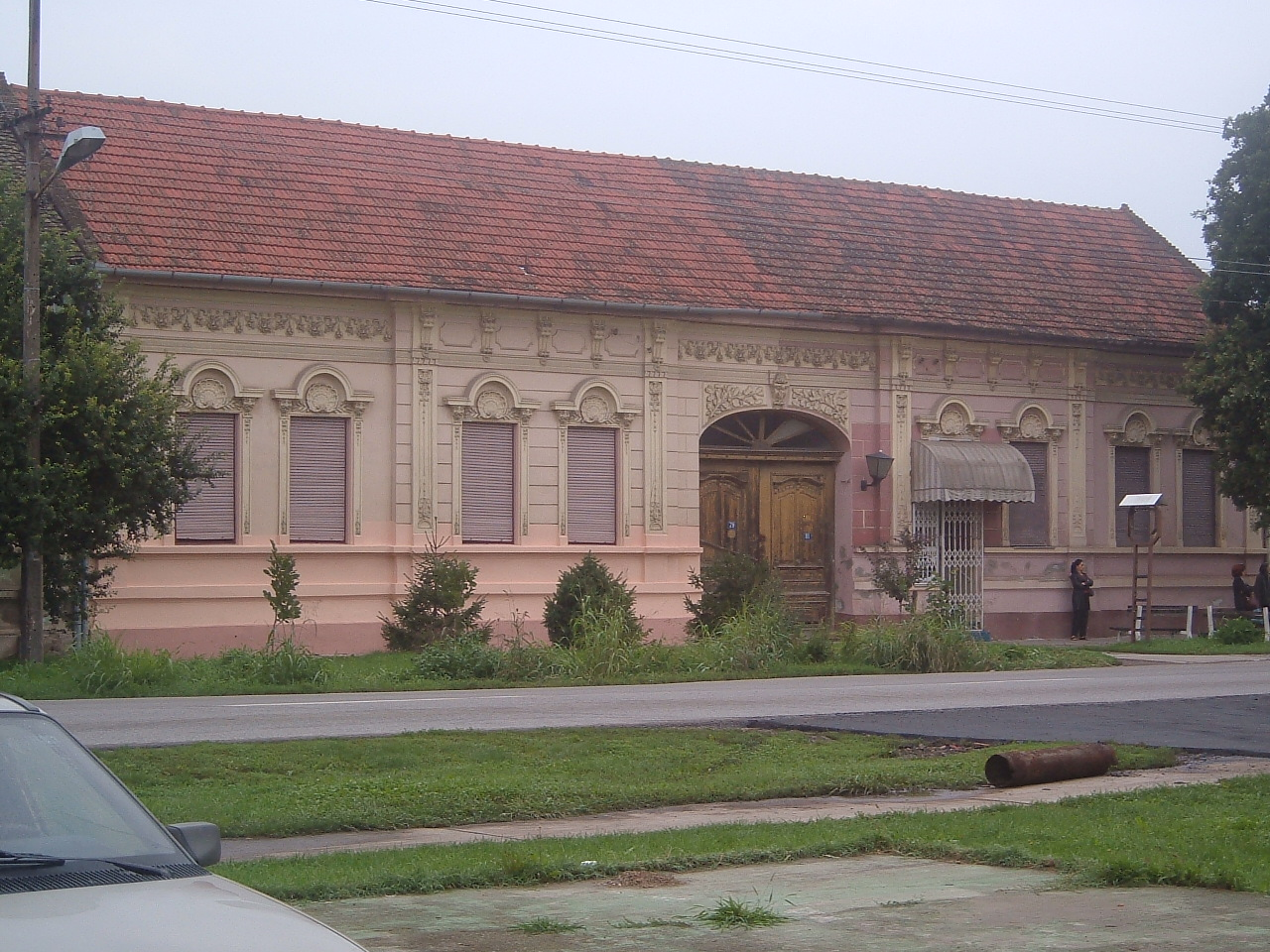
Régi német polgárház Johann Wallrabenstein háza mellett
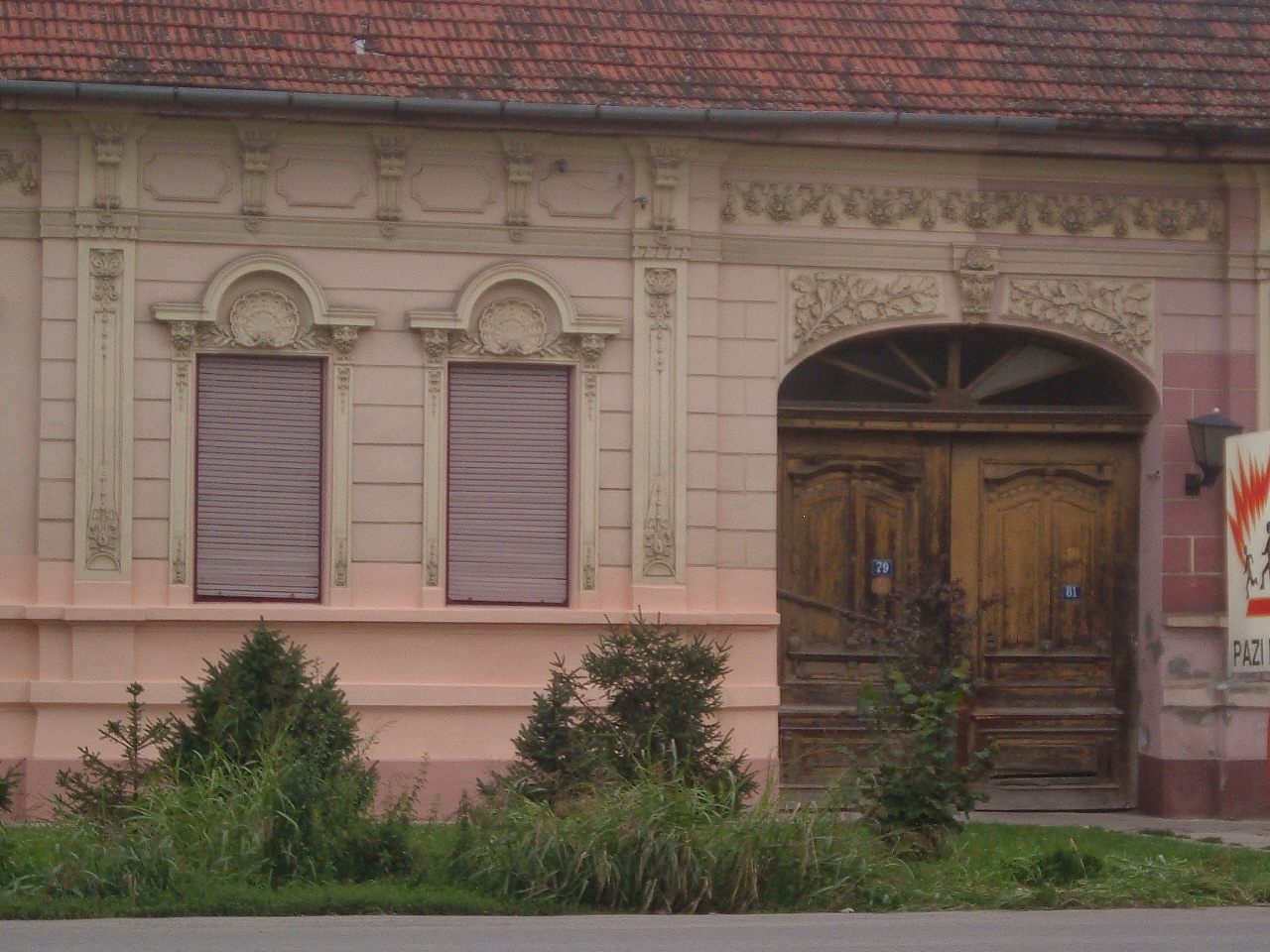
Régi német polgárház Johann Wallrabenstein háza mellett
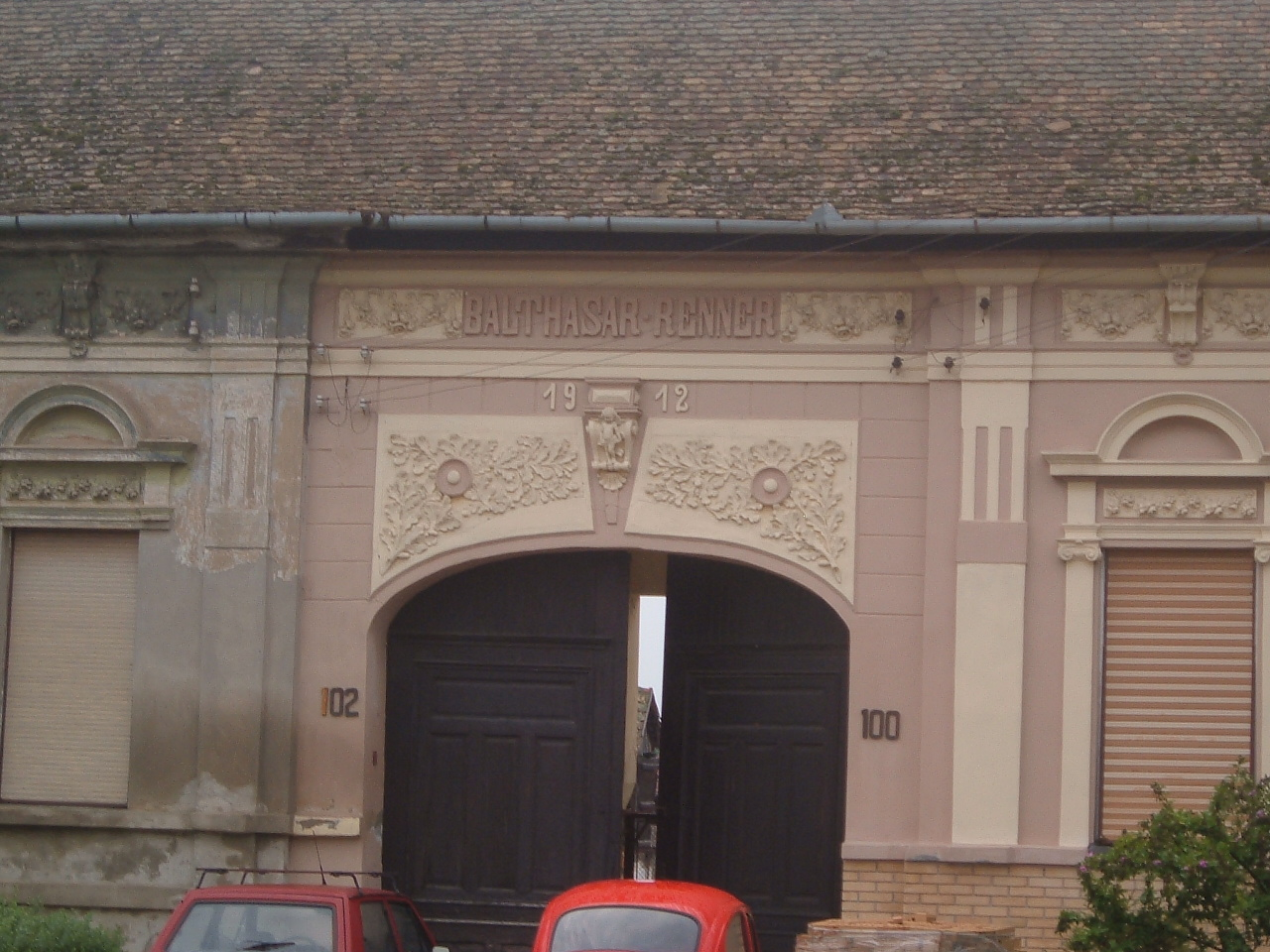
Balthasar Renner háza
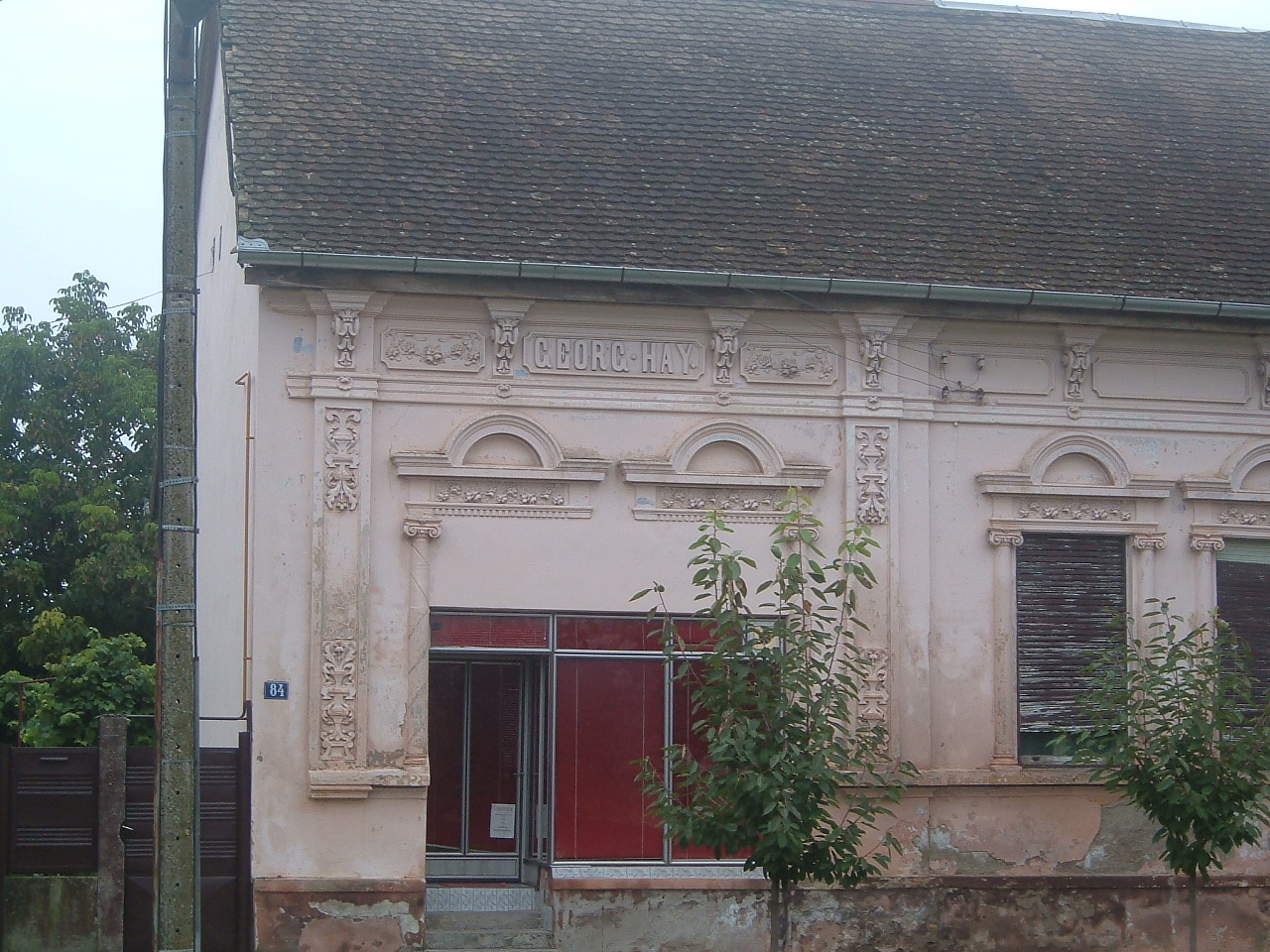
Goerg Hay háza
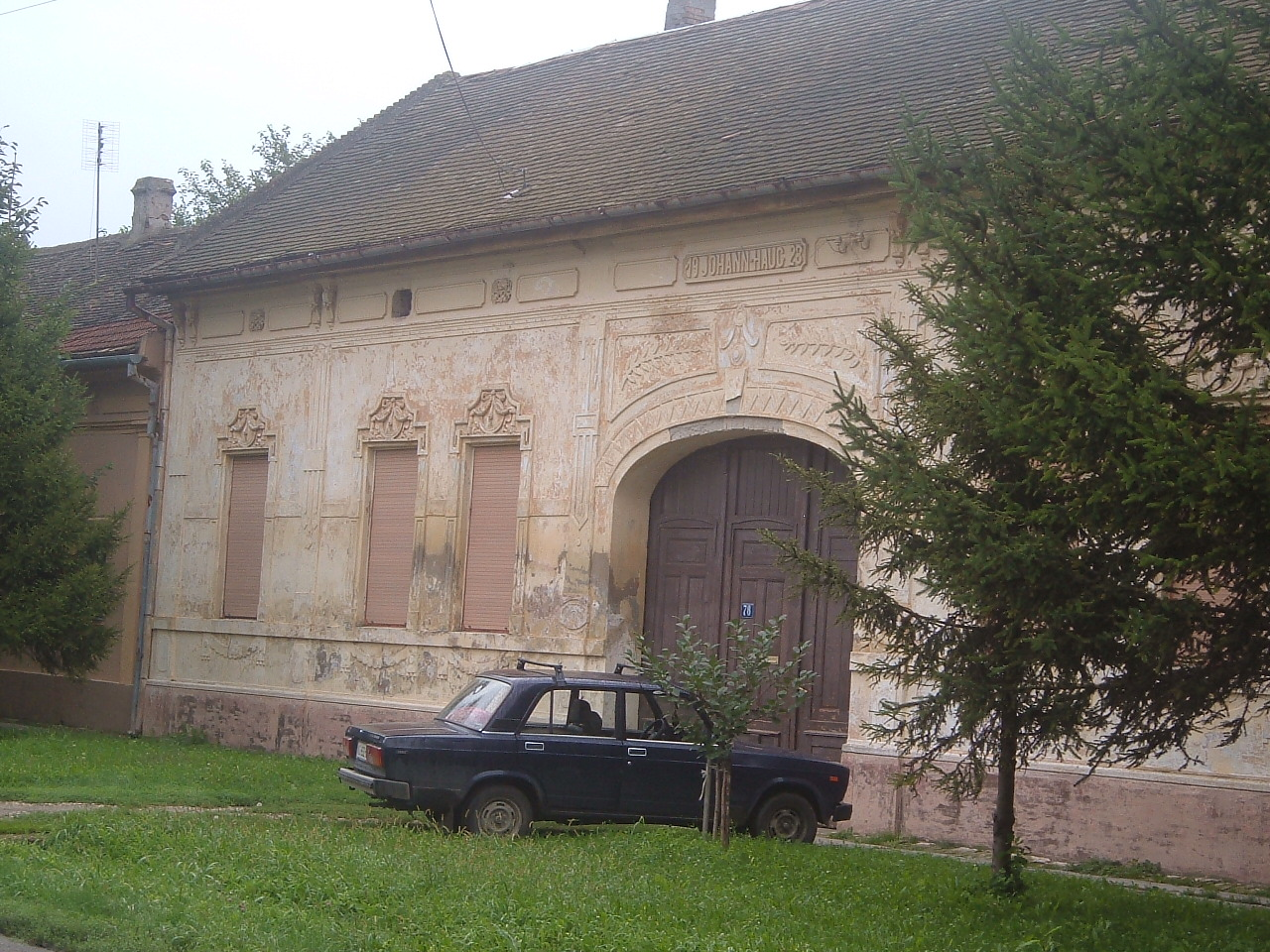
Johann Haug háza
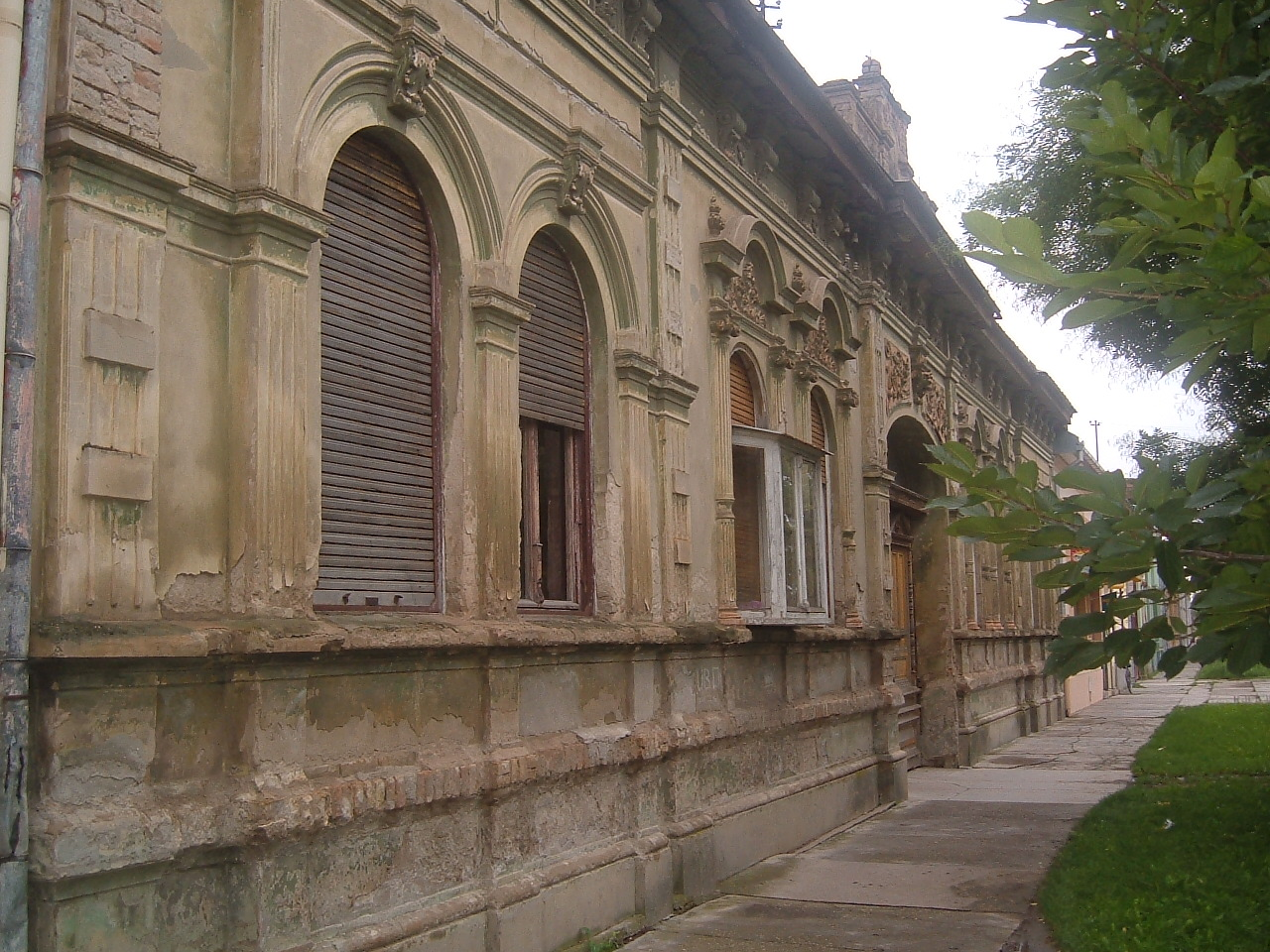
Régi német polgárház a főutcán
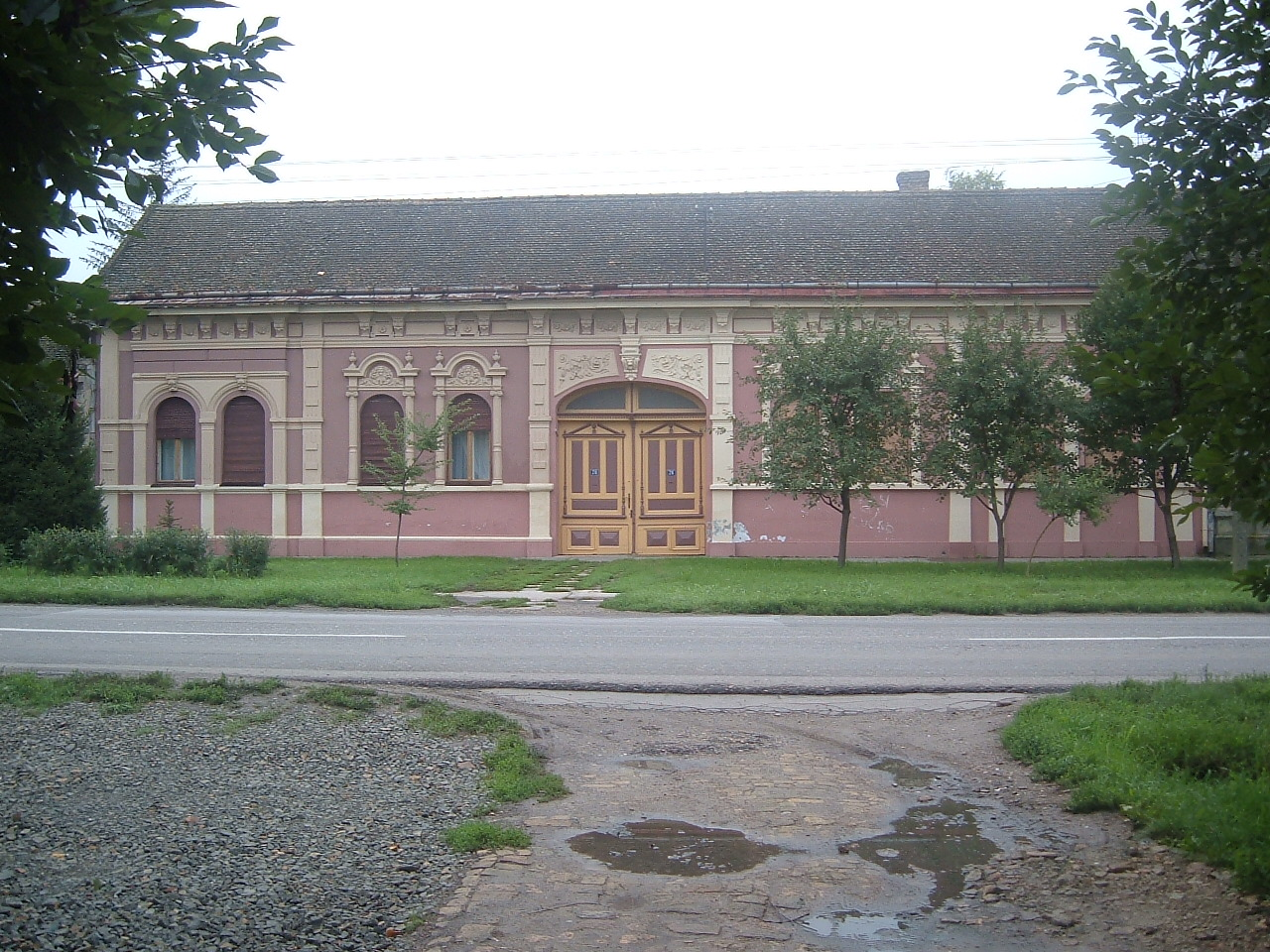
Régi német polgárház a főutcán
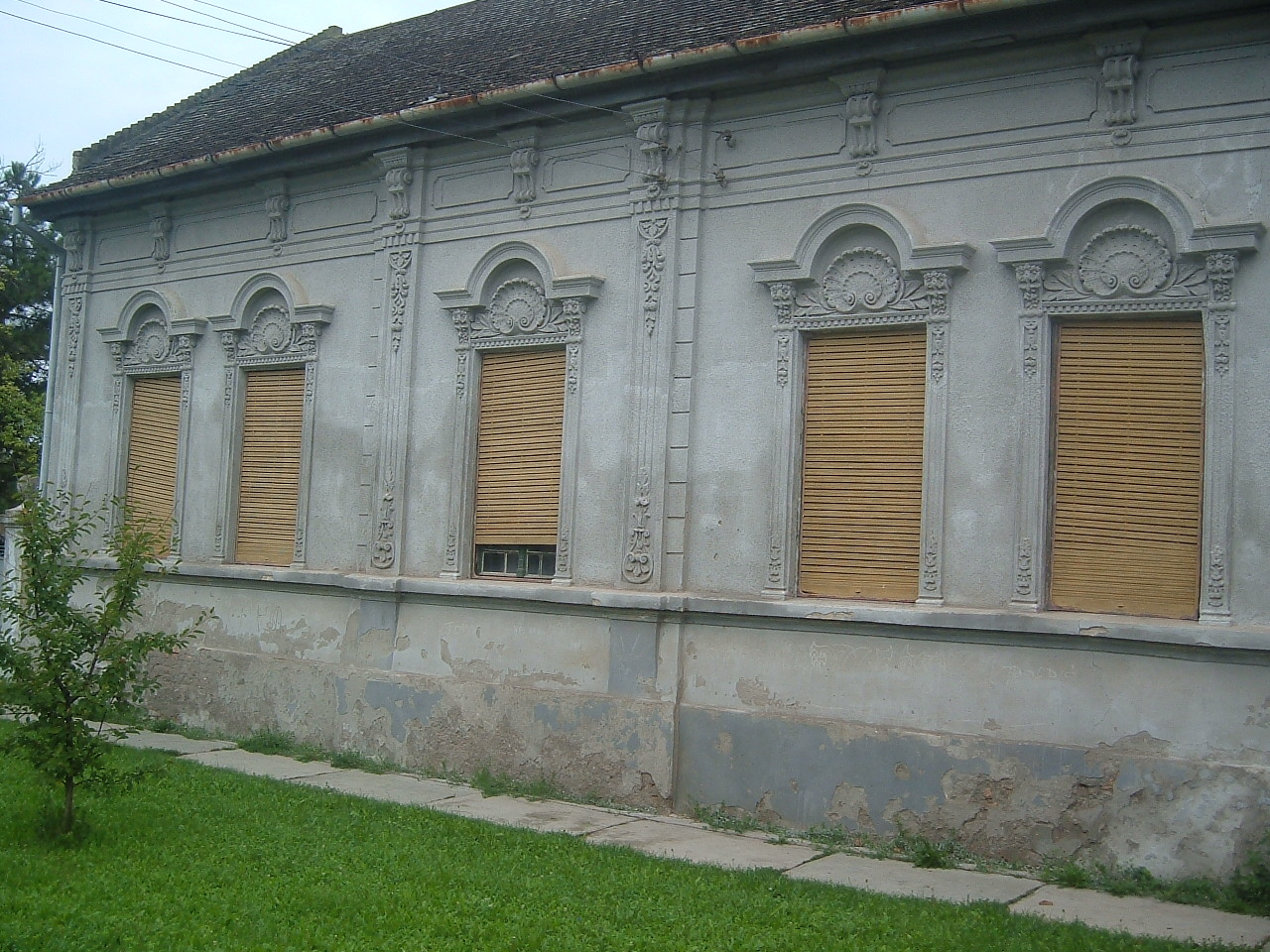
Régi német polgárház

## Lásd még
- Délvidéki vérengzések